# Puente de Fierro (Arequipa)
El Puente de Fierro o Puente Bolívar es un puente ubicado en el distrito de Arequipa, ciudad de Arequipa y cruza el río Chili. Tiene una longitud de 484,6 m (1590 ft) sobre el río Chili.

## Historia
El puente fue construido en 1869/70 para el desplazo del ferrocarril que une el litoral arequipeño con Puno y fue inaugurado junto con el ferrocarril del Sur el primero de enero de 1871.
En 1920 se transformó en puente vial y peatonal y en 1960 se añadió una losa de hormigón.
El puente fue diseñado con el sistema de Armadura Fink y los Columna Phoenix.
Actualmente el puente es de uso peatonal, así como para vehículos menores como bicicletas, patinetas, etc.

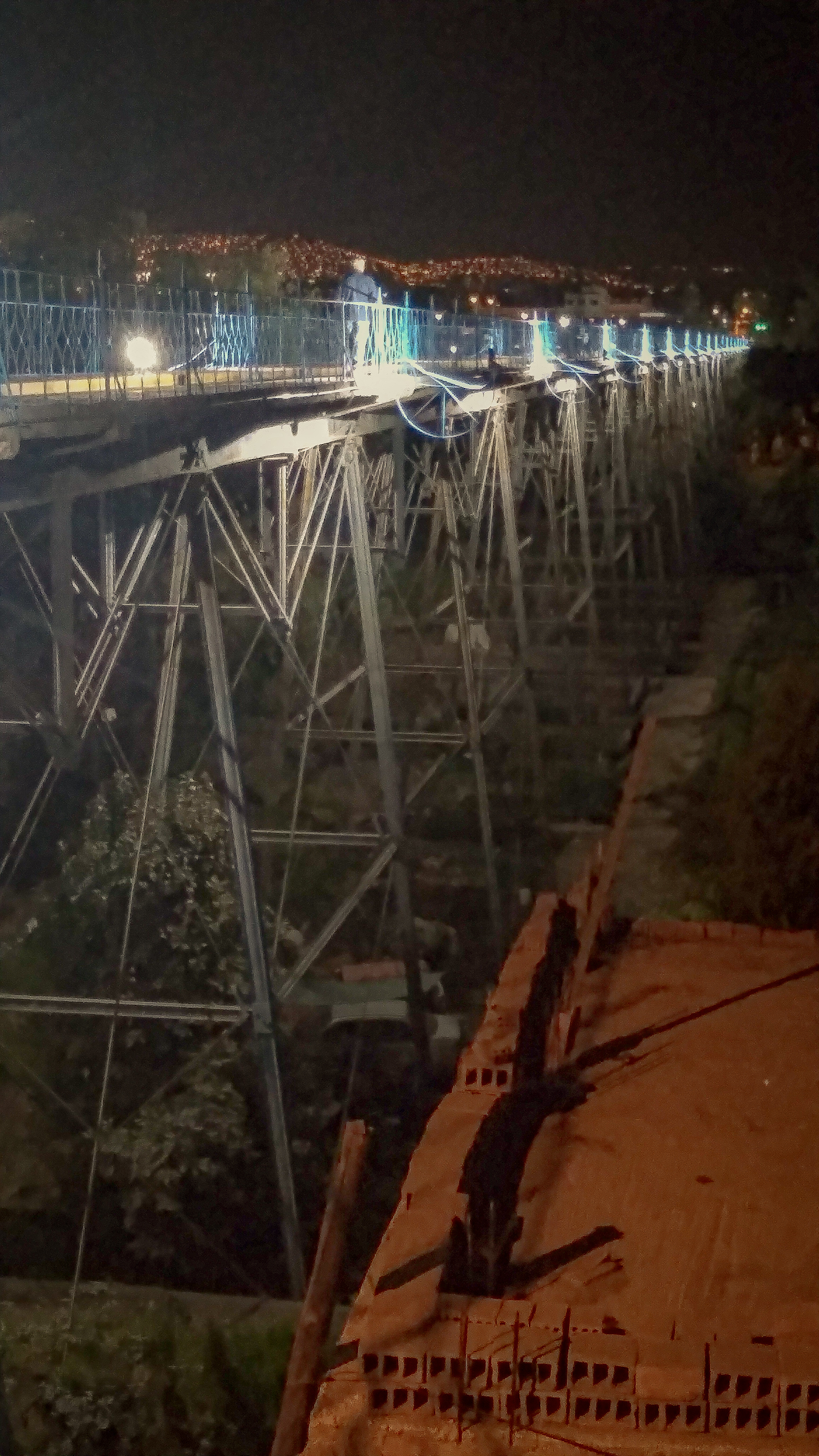
Puente de Fierro en la noche con reciente iluminación - 2022